# Leo Schwering
Leo Schwering (* 16. März 1883 in Coesfeld; † 7. Mai 1971 in Köln) war ein deutscher Historiker, Philologe, Gymnasiallehrer und Politiker. Er war preußischer sowie nordrhein-westfälischer Landtagsabgeordneter und Mitgründer der CDU.

## Leben

### Herkunft und Wirken bis 1933
Schwering wurde am 16. März 1883 in eine Familie katholischen Glaubens geboren. Nach der Volksschule besuchte er das Kölner Apostelgymnasium, an dem sein Vater Karl Schwering seit 1901 Direktor war. Beeinflusst durch die katholische Erziehung wurden Schwering wie auch sein Bruder Ernst Mitglieder im Zentrum. 1903 begann er klassische Philologie, Geschichte und Erdkunde in Bonn zu studieren. 1907 promovierte er zum Dr. phil. und arbeitete als Volontär an einer Habilitation über den Kölner Handel im Mittelalter. 1908 legte er dann sein Staatsexamen ab. Ab 1911 war er im höheren Schuldienst am Gymnasium Kreuzgasse in Köln tätig. 
Seine politische Arbeit begann 1912, als er Vorsitzender der Kölner Sektion des Volksvereins für das katholische Deutschland und Journalist für die Presse des Zentrums wurde. Schwering nahm an einem Gewerkschaftskongress in Essen 1920 teil, auf dem Adam Stegerwald zur Gründung einer interkonfessionellen Partei aufrief. 1921 wurde er in den preußischen Landtag gewählt und befasste sich hauptsächlich mit Kulturpolitik. Bei den Landtagswahlen 1932 verfehlte er den Wiedereinzug in den Landtag. Danach kehrte er zwar in den Schuldienst zurück, betätigte sich aber vor den Wahlen vom 5. März 1933 als Wahlredner des Zentrums. Dabei verwendete er bei den öffentlichen Reden die Parole „Wer Hitler wählt, wählt den Krieg“.

### Verfolgung im Nationalsozialismus
Nach der Machtübernahme wurden ihm die politische wie auch berufliche Tätigkeit unmöglich gemacht. Seit Mai 1933 gab es immer wieder Versuche seitens des Kölner Beigeordneten für Schule und auch der Gauleitung, Schwering aufgrund des Gesetzes zur Wiederherstellung des Berufsbeamtentums aus dem Schuldienst zu entfernen. Am 1. Juni 1934 wurde er schließlich von den Nazis zwangsweise pensioniert. In seiner finanziellen Not gab er eine eigene Zeitung heraus und gründete 1939 ein Silentium, eine Art Nachhilfeschule für Gymnasiasten. Auf Anregen des späteren Kardinal Joseph Frings hielt er auch in Kölner Pfarreien religiöse und kulturhistorische Lichtbildvorträge. Aus Angst um seine Familie hielt er Abstand zum Kettelerhaus in Köln. Doch mit einem sich um das Kölner Kolpinghaus bildenden Gesprächskreis nahm er Kontakt auf. Diesem gehörten Heinrich Richter und Theodor Babilon an. Am 15. August 1944, kurz vor der reichsweiten Aktion Gewitter, wurde Schwering zusammen mit Babilon und Richter von der Gestapo verhaftet, fünf Tage in den berüchtigten Kellern des EL-DE-Hauses verhört und im Polizeihilfsgefängnis Köln-Deutz, auch Arbeitserziehungslager (AEL) Köln-Messe (auf dem Gelände des sogenannten Messelagers) genannt, eingesperrt.

### Nach dem Krieg
Am 17. Juni 1945 traf er sich in der Breite Straße 118 im Kölner Kolpinghaus unter nahezu konspirativen Umständen mit ehemaligen Zentrumsmitgliedern, die unter dem Namen Christlich-Demokratische Volkspartei (CDVP) eine überkonfessionelle Volkspartei neuen Typs gründen wollten. Weitere Mitglieder waren Josef Baumhoff, Fritz Fuchs, Mathilde Gescher, Robert Grosche, Bernhard Günther, Sibille Hartmann, Clemens Hastrich, Josef Hellmich, Dr. Josef Hofmann, Alfred Keller, Josef Kuner, Dr. Robert Pferdmenges, Hans Pimperz, Bruno Potthast, Peter Schlack, Dr. Schlochauer, Leos Bruder Ernst Schwering, die Sekretärin des Zeitungsverlegers Kurt Neven DuMont, Erika Voigt, Dr. Wilhelm Warsch, Franz Wiegert und Dr. Karl Zimmermann. Sie richteten an die Alliierte Militärregierung die Bitte um Erteilung der Genehmigung zur Gründung einer Christlich-Demokratischen Partei. Schwering wurde zum Vorsitzenden der Programmkommission gewählt.
Im Juli 1945 gehörte er, wie auch Dominikanerprovinzial Laurentius Siemer, Pater Eberhard Welty, der evangelische Superintendent Hans Encke und die Witwe Hanna Gerig zu den Mitverabschiedern des neuen Programms mit dem Titel „Kölner Leitsätze“ im Dominikanerkloster St. Albert in Walberberg.
Schwering kehrte nicht mehr in den Schuldienst zurück, sondern wurde 1945 zum Direktor der Kölner Volksbibliotheken ernannt. Am 19. August 1945 wurde die Kölner Christlich-Demokratische Partei (CDP) offiziell und ohne Mitwirkung Konrad Adenauers (entgegen von ihm geförderter Gerüchte) von Schwering mitgegründet. Noch im April 1945 hatte Schwering Adenauer in Rhöndorf besucht, um ihn zur Teilnahme an der Parteigründung zu überreden, doch Adenauer hielt die Veranstaltung für nicht aussichtsreich.  Am 2. September 1945 entschied sich diese Diskussion im rheinländisch-westfälischen Bereich zugunsten einer überkonfessionellen Christlich-Demokratischen Partei: am selben Tag gründeten westfälische Parteikreise in Bochum die Christlich-Demokratische Partei (CDP) Westfalen und rheinländische Parteizirkel in Köln die CDP Rheinland. Leo Schwering wurde zum Vorsitzenden des rheinischen Landesverbandes gewählt, der den in Berlin geprägten Namen CDU erst im Dezember übernahm. Adenauer wurde in Abwesenheit in den siebenköpfigen Parteivorstand gewählt, aus dem dieser aber am 6. Oktober 1945 mit Hinweis auf sein politisches Betätigungsverbot durch die britische Militärregierung auf seinen Wunsch hin, ausschied.
Am 5. Februar 1946 wurde Schwering dann auf einer Vorstandssitzung der rheinischen CDU in Krefeld-Uerdingen am Rhein mit Hilfe des Gewerkschaftsflügels um Karl Arnold und protestantischer Vorstandsmitglieder (Wuppertaler Kreis) von Konrad Adenauer aus dem Amt des rheinischen Vorsitzenden in einer umstrittenen Kampfabstimmung verdrängt.

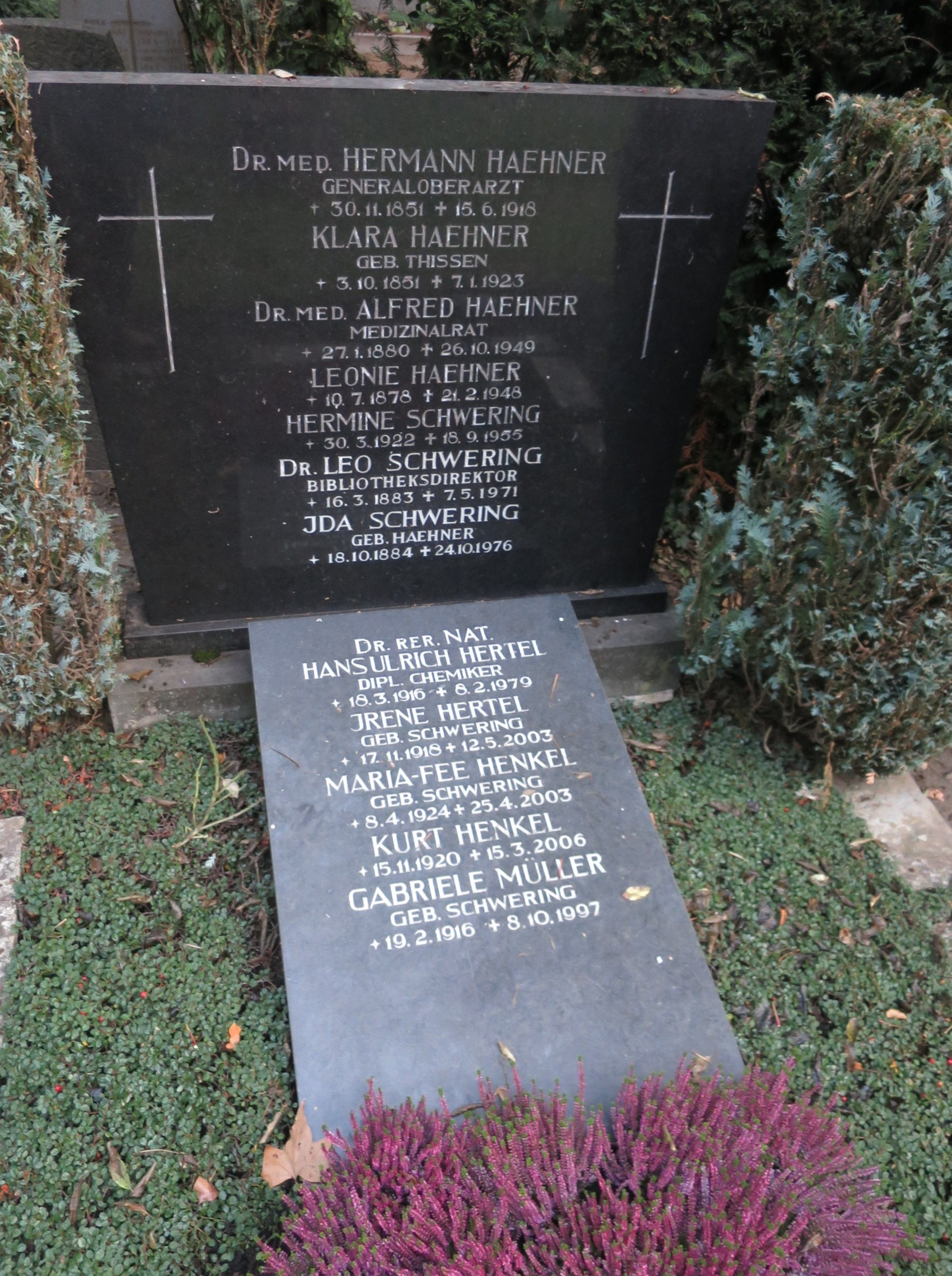
Grabstätte

Bis zum Ahlener Programm, das am 3. Februar 1947 für die CDU der britischen Zone verabschiedet wurde, erreichte Schwering mit Arnold und Jakob Kaiser, die Formel vom „christlichen Sozialismus“ in der Partei zu verankern. Schwering war dann noch von 1947 bis 1958 Landtagsabgeordneter des neuen Bundeslandes NRW. Nach 1958 zog sich aus der Tagespolitik zurück, diente seiner Partei aber noch als Historiograph. Die von Johannes Albers, Schwering, Kaiser und anderen formierten CDU-Sozialausschüsse erreichten im Zusammenwirken mit anderen politischen Kräften immerhin noch die Festschreibung der Sozialpflichtigkeit des Eigentums in Artikel 14 des Grundgesetzes, die Tarifautonomie, die Verabschiedung des Betriebsverfassungsgesetzes und „ein Mitbestimmungsrecht der Arbeitnehmer an den grundlegenden Fragen der wirtschaftlichen Planung und sozialen Gestaltung“ in der Montanindustrie.
Schwering starb 1971 im Alter von 88 Jahren und wurde im Familiengrab seiner Frau Ida geb. Haehner (1884–1976) auf dem Kölner Melaten-Friedhof (Flur 19 (D)) beigesetzt.

## Abgeordneter
- 1921 bis 1932 Abgeordneter des  Landtages von Preußen
- 1947 bis 1958 Mitglied im Landtag von Nordrhein-Westfalen

## Nachlass
Der Nachlass befindet sich im Historischen Archiv der Stadt Köln, Bestand 1193.

## Schriften
- Die Auswanderung protestantischer Kaufleute aus Köln nach Mülheim a.Rh. i.J. 1714.
- Bonn Phil. Diss. Buchdruckerei Lintz, Trier 1907, Abgedruckt in: Westdeutsche Zeitschrift (Trier). Band 26, 1907, S. 194–250
- Die religiöse und wirtschaftliche Entwicklung des Protestantismus in Köln während des 17. Jahrhunderts. Ein Versuch. In: Abhandlungen des Historischen Vereins vom Niederrhein. Band 85, 1908
- Die Entstehung der CDU. Köln 1946
- Vorgeschichte und Entstehung der CDU. Köln 1952
- Grenzfragen 1949–52
- Frühgeschichte der Christlich-Demokratischen Union. Recklinghausen 1963
- Weltweite Wirkung. P. Welty. Mann des Widerstandes, Baumeister neuer Zeit. In: Echo der Zeit. 13. Juni 1965, S. 8
- Autobiographisches 1883–1968
- Auf der Suche nach dem neuen Kurs. Zur Erinnerung an die Gründung der CDU im Rheinland vor 25 Jahren. Köln 1970
- In den Klauen der Gestapo, herausgegeben und kommentiert von Markus Schwering, Köln 1988